# Zasloužilý mistr sportu
Zasloužilý mistr sportu byl čestný titul, který ÚV ČSTV uděloval sportovcům v bývalém Československu. Kromě bývalého Československa a Sovětského svazu byl udělován i v dalších zemích východního bloku, nadále je udělován např. v Rusku a na Ukrajině.
V Československu byl titul zasloužilý mistr sportu udělován od 50. let 20. století (mistr sportu od roku 1951) na základě podmínek daných jednotnou sportovní a turistickou klasifikací. V roce 1985 v ní byly stanoveny podmínky pro získání tohoto titulu ve 36 individuálních a 9 kolektivních sportech. Udělen mohl být držitelům čestného titulu mistr sportu. V ledním hokeji např. byla podmínkou získání titulu aktivní účast na mistrovství Evropy, mistrovství světa či olympijských hrách, na nichž Československo získalo zlatou nebo stříbrnou medaili.
Postava titulovaná zasloužilý mistr sportu se objevuje v semináři k divadelní hře Lijavec autorské dvojice Smoljak–Svěrák. Nejznámějším představitelem této role je Petr Brukner, v současné době ji však ztvárňuje Zdeněk Škrdlant.

## Sporty
- Atletika
- Basketbal
- Běh na lyžích
- Box
- Gymnastika
- Házená
- Horolezectví
- Jízda na saních
- Judo
- Klasické lyžování
- Krasobruslení
- Lední hokej
- Orientační běh
- Skoky do vody
- Sportovní rybolov
- Stolní tenis
- Veslování
- Vodní lyžování
- Volejbal
- Vzpírání